# Schlacht um Wuhan
1937–1939

Marco-Polo-Brücke – Peking-Tianjin – Chahar – Shanghai (Sihang-Lagerhaus) – Peking-Hankou-Eisenbahn – Tianjin-Pukou-Eisenbahn – Taiyuan (Pingxingguan, Xinkou) – Nanking – Xuzhou (Tai’erzhuang) – Henan – Lanfeng – Amoy – Überflutung des Gelben Flusses – Wuhan (Wanjialing) – Canton – Hainan – Nanchang – (Xiushui) – Chongqing – Suixian-Zaoyang – (Shantou) – Changsha (1939) – Süd-Guangxi – Winteroffensive (Kunlun-Pass) – (Wuyuan)
1940–1942

Zaoyang-Yichang – Hundert Regimenter – Zentral-Hubei – Süd-Henan – West-Hebei – Shanggao – Shanxi – Changsha (1941) – Changsha (1942) – Yunnan-Burma-Straße – Zhejiang-Jiangxi – Sichuan
1943–1945

West-Hubei – Nord-Burma und West-Yunnan – Changde – Ichi-gō – Henan – Changsha (1944) – Guilin–Liuzhou – West-Henan und Nord-Hubei – West-Hunan – Guangxi (1945) – Mandschukuo (1945)
Die Schlacht um Wuhan war eine mehrmonatige Kampagne der Japaner im Zweiten Japanisch-Chinesischen Krieg, die von Juni bis Oktober 1938 um den Besitz der temporären chinesischen Hauptstadt Wuhan (damals Hankou) gegen die Nationalrevolutionäre Armee ausgetragen wurde.

## Hintergrund

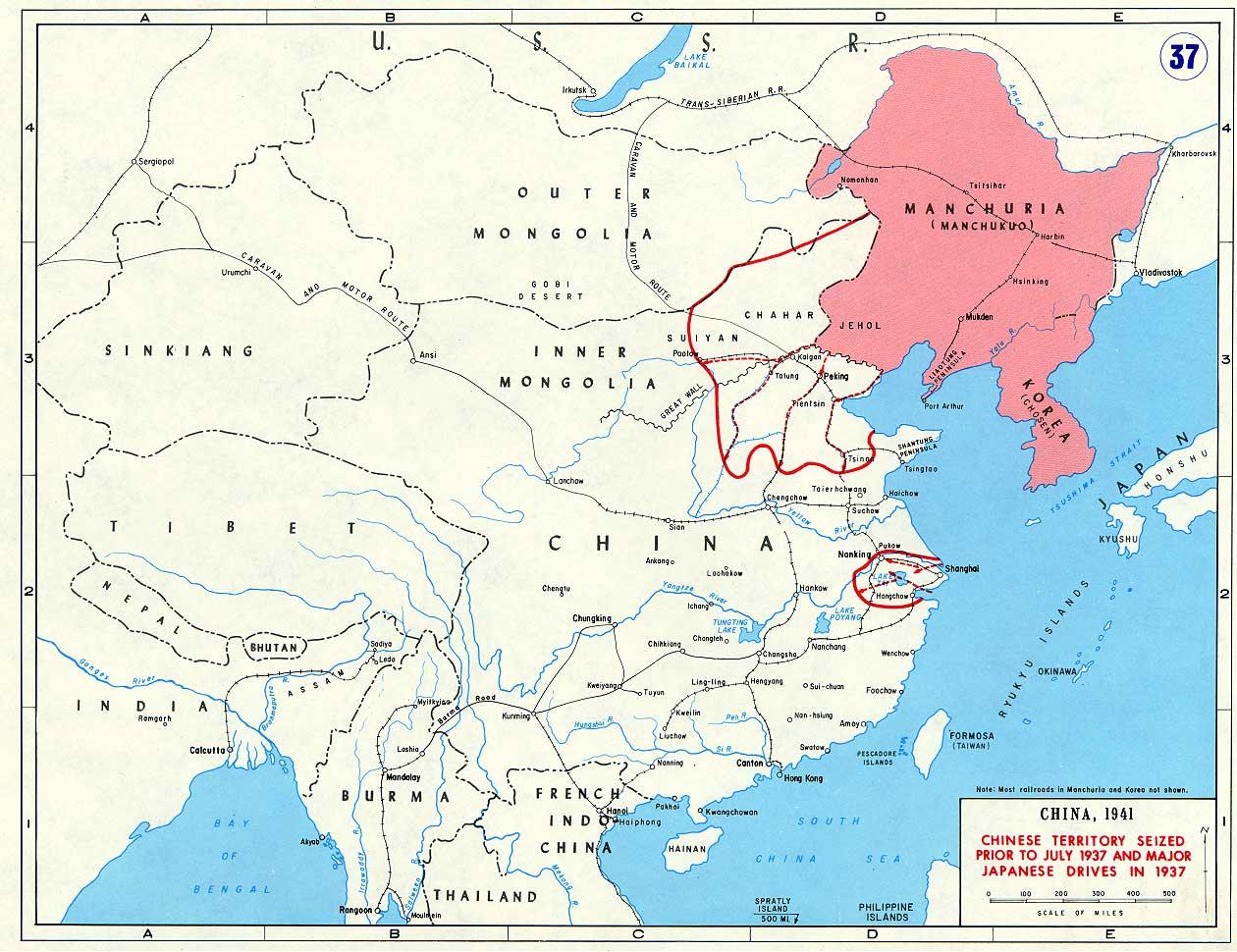
Kriegsverlauf 1937

Der im Juli 1937 begonnene Zweite Japanisch-Chinesische Krieg hatte den Japanern im Kriegsjahr 1937 zunächst schnelle Erfolge in Nordostchina sowie gegen die damalige Hauptstadt Nanjing und gegen Shanghai gebracht. Der chinesische Regierungssitz wurde danach temporär in das zentralchinesische Wuhan in der Provinz Hubei verlegt.
Nach dem Fall von Xuzhou im Mai 1938 begann die japanische Militärführung, konkrete Pläne für eine schnelle Beendigung des Krieges auszuarbeiten. In einer Kabinettssitzung im Juli wurde der Beschluss gefasst, die provisorische chinesische Hauptstadt Wuhan anzugreifen und die dortige Kuomintang-Regierung zu stürzen. Mit einem gleichzeitigen Angriff auf Guangzhou (Kanton) wollte man den Chinesen demonstrieren, dass das japanische Militär die Macht besaß, an jeder Stelle anzugreifen und dass weiterer Widerstand aussichtslos war.
Nach dem Ende der Schlacht um Xuzhou waren die Japaner zunächst entlang der Longhai-Bahn weiter nach Westen vorgestoßen, um sich in den Besitz von Zhengzhou, des nächsten wichtigen Eisenbahnknotenpunktes auf dem Weg nach Wuhan, zu versetzen. Hier kreuzt die Longhai-Bahn die Nord-Süd-Eisenbahnstrecke von Peking nach Wuhan. Nachdem sie Kaifeng, etwa 70 Kilometer vor Zhengzhou, erreicht hatten und ihren Vorstoß fortzusetzen drohten, ordnete Chiang Kai-shek Anfang Juni auf Anraten von Chen Guofu die Zerstörung der Staudämme des Gelben Flusses bei Huayuankou an. Die resultierenden Überflutungen betrafen drei chinesische Provinzen (Henan, Anhui und Jiangsu) und töteten bis zu einer Million Bewohner. Die Maßnahme wurde damit begründet, dass so die unmittelbare Bedrohung Wuhans abgewendet werden könnte. Tatsächlich wurde die Einnahme der Stadt nur um mehrere Monate verzögert. Auf diese Weise wurden die Japaner daran gehindert, entlang der Eisenbahn Peking-Hankou nach Süden vorzudringen. Sie entschieden sich dazu, stattdessen weiter südlich, im Tal des Jangtsekiang, anzugreifen. Hierbei konnte das Vorgehen der Landtruppen von Kriegsschiffen unterstützt werden.

### Vorbereitungen
Die japanische 2. Armee wurde von den Operationen bei Zhengzhou abgezogen und nach Hefei verlegt. Sie sollte nördlich des Jangtse überland durch das Gebiet des Dabie Shan vorrücken, um die Zhengzhou-Hankou-Eisenbahn nördlich von Wuhan zu erreichen. Die chinesischen Verteidiger, bestehend aus den Truppen der 9. Militärregion (General Chen Cheng) und den aus Xuzhou geflohenen Truppen der 5. Militärregion (General Li Zongren), zählten schätzungsweise 800.000 Mann. Südlich des Jangtse im Süden der Provinz Anhui und im Norden der Provinz Jiangxi stellten sich den Japanern zudem Truppen der 3. Militärregion entgegen.
Die Schlacht um Wuhan wurde am 31. Mai 1938 mit einer Luftschlacht über der Stadt eingeleitet. Im Juli und August steigerte sich das Bombardement und führte schließlich zur Zerstörung von Chiang Kai-sheks Hauptquartier. Die deutschen Militärberater in China unter Alexander von Falkenhausen verließen die Stadt Anfang Juli.
Die japanische 11. Armee wurde Anfang Juli aus Truppen der Zentralchina-Expeditionsarmee neu formiert, sie sollte weiter südlich entlang des Jangtse vorgehen. Mitte Juli verfügten die Japaner über etwa zehn Divisionen, die für den Angriff auf Wuhan zum größten Teil in zwei Armeen (11. und 2. Armee) aufgeteilt wurden. Insgesamt waren dies rund 350.000 Mann, die Unterstützung von rund 500 Flugzeugen erhielten:

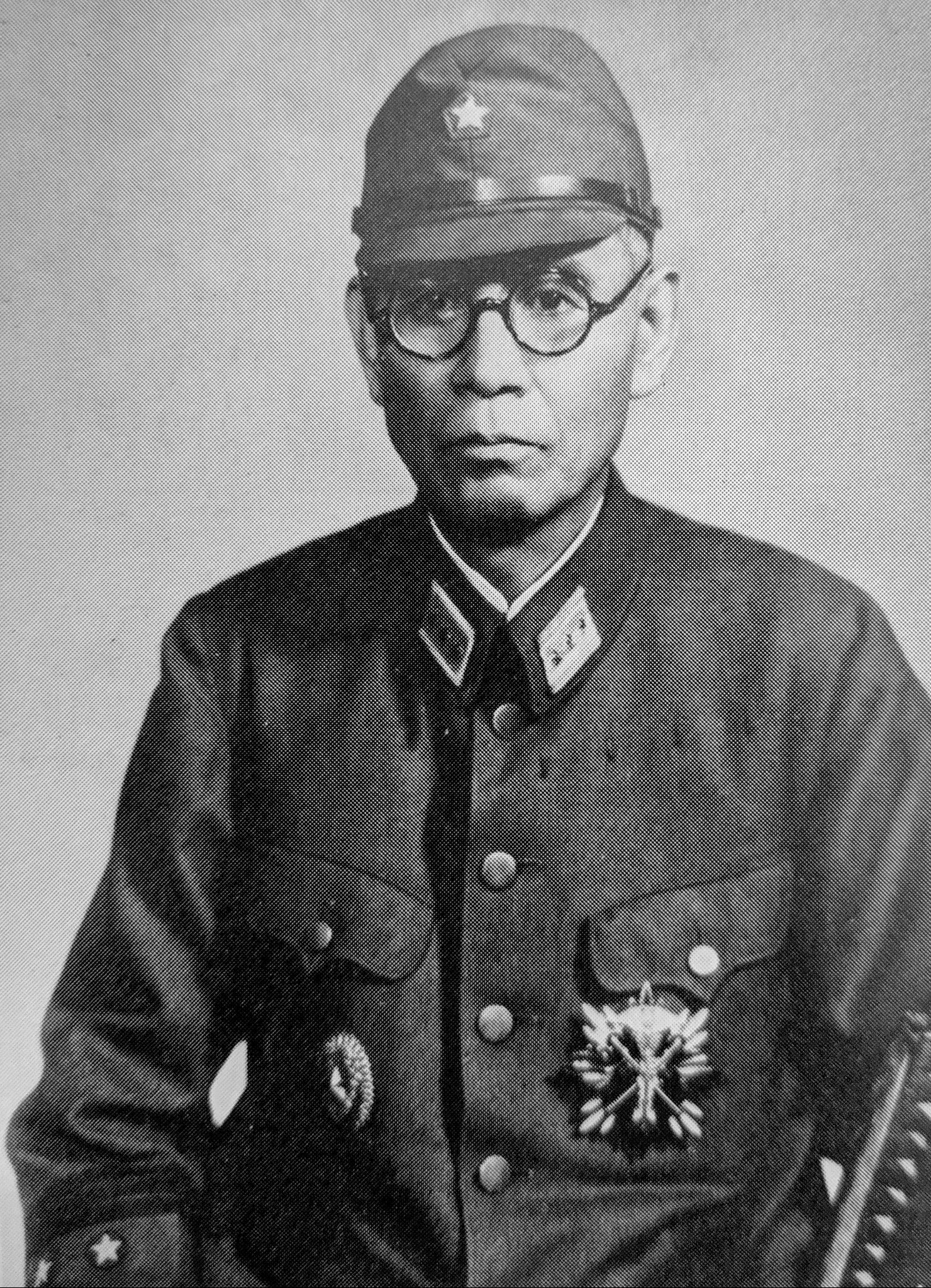
Okamura Yasuji

11. Armee, Generalleutnant Yasuji Okamura
- 6. Division, Generalleutnant Shiro Inaba
- 101. Division, Generalleutnant Masaki Ito
- 106. Division, Generalleutnant Matsuura Junrokurō
- Hata-Detachment, Generalmajor Juichi Hata
- Taiwan-Infanterie-Brigade, Generalmajor Senshuu Shigetou
- 27. Division, Generalleutnant Masaharu Homma (ab 15. Juli)
- 9. Division, Generalleutnant Ryousuke Yoshizumi (ab 22. August)
- (Reserve) 116. Division, Generalleutnant Kiju Shimizu

2. Armee, Prinz Higashikuni Naruhiko
- 3. Division, Generalleutnant Susumu Fujita
- 10. Division, Generalleutnant Yoshio Shinozuka
- 13. Division, Generalleutnant Rippei Ogisu
- 16. Division, Generalleutnant Kesago Nakajima, ab 15. Juli Keisuke Fujie
- 22. Division, Generalleutnant Ichiji Dobashi (ab 15. Juli)

### Nationalchinesische Armee
9. Militär-Bezirk – Chen Cheng
3. Heeresgruppe – Xue Yue
- 20. Armeegruppe – Shang Zhen
- 9. Armeegruppe – Wu Qiwei
- 29. Armeegruppe – Li Hanhun

2. Heeresgruppe – Zhang Fakui
- 30. Armeegruppe – Wang Lingji
- 3. Armeegruppe – Sun Tongxuan
- 31. Armeegruppe – Tang Enbo
- 32. Armeegruppe – Guan Linzheng
- Wuhan Garnison – Lo Cho-ying

5. Militär-Bezirk – Li Zongren
3. Heeresgruppe – Sun Lianzhong
- 29. Armeegruppe – Wang Tsan-hau
- 26. Armeegruppe – Xu Yuanquan
- 21. Armeegruppe – Liao Lei

4. Heeresgruppe – Li Pinxian

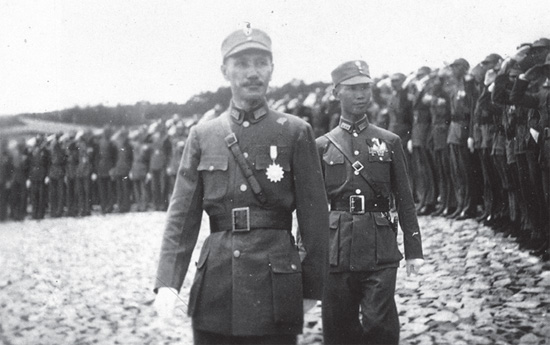
Chiang Kai-shek und Chen Cheng bei der Truppeninspektion

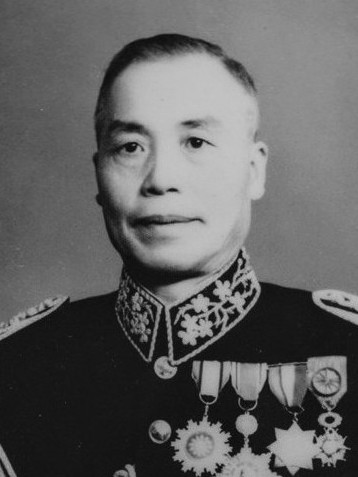
Li Zongren

- 11. Armeegruppe – Li Pinxian (gleichzeitig)
- 24. Armeegruppe – Han Deqin
- 27. Armeegruppe – Yang Sen

## Verlauf

### Operationen der 2. Armee
Die japanische 2. Armee eröffnete ihre Offensive im August mit einem Angriff auf Lu’an. Mitte September erreichte sie Shangcheng und Huangchuan im Süden der Provinz Henan und am 10. Oktober bei Xinyang die Eisenbahnstrecke nach Wuhan. Von dort aus wandte sie sich nach Süden gegen Yingshan an der Grenze zwischen Hubei und Anhui, das sie Ende Oktober erreichte. Zu diesem Zeitpunkt war Wuhan bereits an die im Tal des Jangtse operierenden Truppen gefallen.

### Operationen der 11. Armee
Die 11. Armee hatten am 12. Juni mit Angriffen auf Anqing ihre Offensive begonnen. Die Stadt fiel bereits nach einem Tag in ihre Hände, sie erhielten hier Zugang zu einem Flugfeld. In der letzten Juniwoche fiel die stark befestigte chinesische Position bei Madang, das die Japaner vom Fluss aus mit ihren Kriegsschiffen bombardiert und mit Giftgas belegt hatten. Ende Juli fiel dann der wichtige Eisenbahnknoten und Flusshafen Jiujiang weiter flussaufwärts, der von 80.000 Mann unter den Generalen Xue Yue und Zhang Fakui verteidigt wurde, nach fünftägigen Kämpfen an die Japaner. Bei den chinesischen Verteidigern von Wuhan herrschte eine nervöse Anspannung angesichts des unaufhaltsamen japanischen Vormarschs. Unter der Bevölkerung fürchtete man eine Wiederholung der Ereignisse wie nach der Einnahme von Nanjing, wie es sich in Jiujiang in kleinerem Maßstab wiederholte. Ein besonders heißer Sommer und das feuchte Flussklima führten zu zahlreichen Ausfällen auf beiden Seiten durch Erkrankungen wie Malaria und Ruhr.

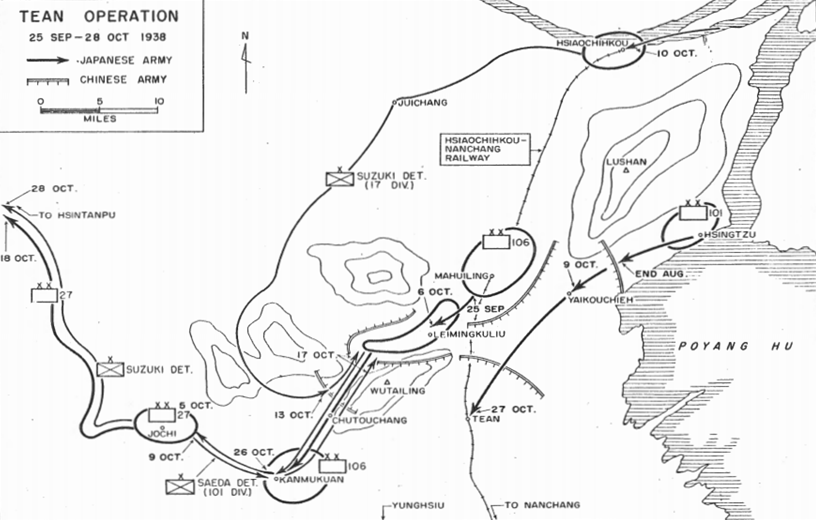
Schlacht bei Wanjialing

Ende August griff die 11. Armee am Ufer des Poyang-Sees und in Richtung auf Yichang an und eroberten Ruichang. Die chinesischen Soldaten verteidigten ihre Positionen trotz der unausgesetzten japanischen Bombardierungen hartnäckig und führten Gegenangriffe wie bei Huangmei durch. Die japanische 106. Division wurde in der bis nach dem Fall von Wuhan andauernden Schlacht bei Wanjialing schwer angeschlagen. Für einen Raumgewinn von 15 Kilometern benötigten die Japaner im September volle drei Wochen. Die 106. Division wurde im Kessel von Lushan eingeschlossen, zwei weitere Divisionen, die 27. und 9. Division mussten herangeführt werden, um die noch rund 1000 Kampffähigen entsetzen zu können. Die Festung Tianjiazhen hielt zwei Wochen stand, bevor sie, wiederum durch den Einsatz von Giftgas, von den Japanern eingenommen wurde. Obwohl das japanische Heer, bezogen auf die gesamte Operation, den Sieg davontrug, trug dieser Züge eines Pyrrhussieges, bei dem es fast 30 % Verluste (über 100.000 Mann) erlitt. Im Oktober gelang den zwei am weitesten südlich operierenden japanischen Divisionen die Unterbrechung der Eisenbahn von Wuhan nach Guangzhou (Kanton). Damit war das Schicksal der Stadt besiegelt. Die japanische 9. Division konnte die Verteidigung des chinesischen 53. und 32. Korps durchbrechen und rückte am 24. Oktober in das Gebiet Heshengqiao südlich von Wuchang vor. Die von drei Seiten bedrohte Stadt Wuhan kapitulierte am 25. Oktober, vier Tage nach dem südchinesischen Guangzhou.

## Ergebnis
Der japanische Sieg hatte den Angreifern nicht das erhoffte Kriegsende gebracht. Es begann eine weitgehend statische Periode des Krieges, die das Jahr 1939 über andauerte.
Die Regierung Chiang hatte diesmal ihre Evakuierung rechtzeitig geplant. Unter anderem wurden ab Ende Juni Industriebetriebe und Munitionsfabriken demontiert, um hunderte Kilometer flussaufwärts in Sichuan wiederaufgebaut zu werden. Neue Hauptstadt wurde Chongqing. Mitte November ließ Chiang das seiner Ansicht nach bedrohte, 200 Kilometer südwestlich an der Eisenbahn nach Guangzhou gelegene Changsha niederbrennen. Tatsächlich wurde die Stadt erst ein knappes Jahr später erstmals von den Japanern angegriffen.